# Município de Wilson Creek (condado de Caldwell, Carolina do Norte)
O município de Wilson Creek (em inglês: Wilson Creek Township ) é um localização localizado no  condado de Caldwell no estado estadounidense da Carolina do Norte. No ano 2010 tinha uma população de 55 habitantes.

## Geografia
O município de Wilson Creek encontra-se localizado nas coordenadas 35° 58′ 40,47″ N, 81° 45′ 45,38″ O.